# عزة لطفي
عزة لطفي أديبة مصرية، من مواليد 31 أغسطس 1981، في مدينة الأقصر، تخرجت من كلية السياحة والفنادق في جامعة المنوفية بمدينة السادات. ثم عملت في مجال الإرشاد السياحي. لها أكثر من عمل أدبي أشهرها روايتها الأولى «سونو».
وكانت قناة سي بي إس الأميركية قد أجرت حوارا مطولا مع الروائية عزة لطفي وتفاصيل المحنة التي تعرضت لها بسبب كتابتها لرواية تضمنت مقاطع عاطفية بين شاب وفتاة وما عانته من متاعب ومصاعب في نشر روايتها التي تحمل اسم «سونو»، كما رصدت القناة الأميركية العادات والتقاليد الموروثة في صعيد مصر وما تمثله من إعاقة لمسيرة المرأة المبدعة.[بحاجة لمصدر]